# Damià Ferrà-Ponç
Damià Pons Pons (més conegut per Damià Ferrà-Ponç per diferenciar-se del seu cosí Damià Pons i Pons) (Campanet, 1949) és un historiador, assagista i polític mallorquí del PSM primer i del PSIB-PSOE després.
Fou regidor de Campanet, conseller del Consell Insular de Mallorca i diputat al Parlament Balear del 1983 al 1987 pel PSM. Aquest any, es passà al PSIB i fou també conseller insular i diputat al Parlament amb aquest partit.

## Crítica d'Art
Va exercir la crítica d'art a la revista Lluc sota el pseudònim Crònica de tres que compartia amb Lleonard Muntaner, Biel Mesquida i el seu cosí Damià Pons.
El nucli principal de la seva crítica parteix de la continuïtat de la idea de cultura i no de la seva parcel·lització.
| «                                                                            | Lluc és una revista cultural. Però volem rompre d'una vegada per sempre amb la vella i confusionària identificació: cultura-literatura. A Mallorca hem patit el desenfocament de muntar una cultura reduïda a la cleda literària. I encara dins aquesta a un lirisme endolcit i aproblemàtic. Les conseqüències d'aquesta visió asocial de la cultura han estat greus. Nosaltres usarem aquí el terme cultura en el seu sentit actual: plantejament crític de la realitat a tots els nivells | » |
| — Damià Ferrà-Ponç i Ramon Ballester, Revista Lluc, abril de 1972 (núm. 613) | |   |